# カルロス・タカム
カルロス・タカム（Carlos Takam、1980年12月6日- ）は、カメルーンのプロボクサー。リトラル州ドゥアラ出身。現在はフランスに在住している。

## 来歴

### アマチュア時代
2004年、ギリシャのアテネで開催されたアテネオリンピックにスーパーヘビー級(91kg超)で出場するが2回戦で敗退
。

### プロ時代
2005年12月10日、フランスでプロデビュー戦を行い6回判定勝利を収めた。
2009年6月27日、フランスでキックボクサーであり、K-1にも参戦していたグレゴリー・トニーと対戦。8回0-3（74-78、74-79、75-77）の判定で負けを喫し、プロ転向後初黒星を喫した。
2012年3月31日、フランスでWBOアフリカヘビー級王者のフランソワ・ボタとWBFインターナショナルヘビー級王座決定戦を行い、11回TKO勝ちを収めWBOアフリカ王座とWBFインターナショナル王座獲得に成功した。
2013年5月24日、フランスでWBF世界ヘビー級王者マイケル・グラントと対戦し、8回50秒TKO勝ちを収め王座獲得に成功した。
2014年1月18日、カナダでWBC全米ヘビー級王者のマイク・ペレスと対戦し、10回1-0(96-94、2者が95-95)の引き分けたが、タカムが勝っていたとする専門家が多かった。
2014年6月6日、フランスでトニー・トンプソンとWBC世界ヘビー級シルバー王座決定戦を行い、12回3-0の判定勝利を収め王座獲得に成功した。7月発表のランキングで、WBCで5位、IBFで9位にランクインした。
2014年10月27日、ロシアでアレクサンデル・ポベトキンと対戦し、9回終了間際にダウンを奪われるとペースを握られ、10回に左フックでKO負けを喫しWBCシルバー王座の初防衛に失敗し王座から陥落した。
2015年6月13日、フランスでマイケル・スプロットと8回戦で対戦し、5回KO勝ちを収めた。
2016年5月21日、マヌカウシティのボーダフォン・イベントセンターでIBF世界ヘビー級4位のジョセフ・パーカーとIBF世界ヘビー級挑戦者決定戦を行い、12回0-3（2者が112-116、113-115）の判定負けを喫し、IBF世界ヘビー級王座への挑戦権獲得に失敗した。
2016年10月8日、ニューヨークのホテルで、WBC世界ヘビー級シルバー王者ヨハン・デュオパとWBC世界ヘビー級11位カルロス・タカムの指名試合の入札が行われ、タカム擁するOPI2000が23万5千ドル（約2400万円）で興行権を落札、ファイトマネーの配分は、デュオパが65%、タカムが35%となった。
2017年10月16日、アンソニー・ジョシュアの対戦相手クブラト・プレフが肩を負傷して欠場が決まった為、代役として急遽タカムが対戦相手に抜擢され、10月28日にカーディフのプリンシパリティ・スタジアムでWBA・IBF・WBO世界ヘビー級王者のアンソニー・ジョシュアと対戦し、10回1分34秒TKO負けを喫し王座の獲得に失敗した。
2018年7月28日、O2アリーナでデレック・チゾラと対戦し、8回TKO負けを喫した。
2019年9月、ボブ・アラムのトップランク社と契約。
2021年7月24日、ウェンブリー・アリーナでジョー・ジョイスと対戦し、6回TKO負けを喫した。
2023年10月28日、サウジアラビア・リヤドのキングダム・アリーナで行われたタイソン・フューリー 対 フランシス・ガヌー戦の前座で、WBCインターナショナルヘビー級王者のマーティン・バコールと対戦し、4回2分15秒TKO負けを喫した。

## 獲得タイトル
- WBOアフリカヘビー級王座
- WBFインターナショナルヘビー級王座
- WBF世界ヘビー級王座
- WBC全米ヘビー級王座
- WBC世界ヘビー級シルバー王座
- アフリカアマチュアボクシング選手権 スーパーヘビー級 優勝